# ASE Market Capitalization Weighted Index
Der ASE Market Capitalization Weighted Index ist ein Aktienindex der Amman Stock Exchange in Jordanien. Der ASE Weighted Index ist einer der beiden wichtigsten Aktienindizes der örtlichen Börse. Der andere war der ASE Unweighted Price Index. Heute bietet die ASE eine aktuellere Familie von Indizes an, die vom Amman Stock Exchange General Index (ASEGI) angeführt wird.

## Geschichte
Der ASE Unweighted Index wurde 1980 aufgelegt und war sehr erfolgreich. 1992 erstellte die ASE dann einen gewichteten Index. Der gewichtete Index, weist jedem Aktienkurs einen Wert zu, der auf der gesamten Marktkapitalisierung jeder Aktie basiert. Das heißt, der Gesamtbetrag, den die Aktie an der Börse wert ist. Der ungewichtete Index berechnet einen Indexwert allein basierend auf dem Preis.
Sowohl der gewichtete als auch der ungewichtete Index verwenden dieselbe Aktienliste. Die Bestandteile der ASE-Indizes werden jedes Jahr bewertet. Sie sind nach Sektoren kategorisiert: Banken, Versicherung, Dienstleistung und Industrie.

## Zusammensetzung

### Banken
| Symbol | Unternehmen                                    |
| ------ | ---------------------------------------------- |
| ABCO   | Arab Banking Corporation/Jordan                |
| AJIB   | Arab Jordan Investment Bank                    |
| ARBK   | Arab Bank                                      |
| BOJX   | Bank of Jordan                                 |
| CABK   | Cairo Amman Bank                               |
| EXFB   | Capital Bank of Jordan                         |
| JIFB   | Jordan Investment and Finance Bank             |
| JOGB   | Jordan Commercial Bank                         |
| JOIB   | Jordan Islamic Bank for Finance and Investment |
| JOKB   | Jordan Kuwait Bank                             |
| JONB   | Jordan National Bank                           |
| THBK   | The Housing Bank for Trade and Finance         |
| UBSI   | Union Bank for Savings and Investment          |

### Versicherung
| Symbol | Company                            |
| ------ | ---------------------------------- |
| AAIN   | Al-Nisr Al-Arabi Insurance         |
| AIUI   | Arab Union International Insurance |
| ARAI   | Arab American Takaful Insurance    |
| ARAS   | The Arab Assurers                  |
| JIJC   | Jordan International Insurance     |
| JOIN   | Jordan Insurance                   |
| MEIN   | Middle East Insurance              |

### Dienstleistung
| Symbol | Unternehmen                                                           |
| ------ | --------------------------------------------------------------------- |
| AAFI   | Al-Amin for Investment                                                |
| ABMS   | Al-Bilad Medical Services                                             |
| AEIV   | Arab East Investment                                                  |
| AIHO   | Arab International Hotels                                             |
| AMAL   | Al-Amal Investment                                                    |
| AMWL   | Portfolio Management and Investment Services                          |
| ARED   | Arab Real Estate Development                                          |
| BAMB   | Beit El Mal Savings and Investment for Housing                        |
| EMAR   | Emmar Investments and Real Estate Development                         |
| IBFM   | International Brokerage and Financial Markets                         |
| ICMI   | International for Medical Investment                                  |
| ITSC   | Ittihad Schools                                                       |
| JEIH   | Jordanian Expatriate Investment Holding                               |
| JETT   | Jordan Express Tourism Transport                                      |
| JOEP   | Jordanian Electric Power                                              |
| JOIT   | Jordan Investment Trust                                               |
| JNTH   | Al-Tajamouat for Catering and Housing                                 |
| JTEL   | Jordan Telecom                                                        |
| MERM   | Al-Tajamouat for Touristic Projects                                   |
| NAQL   | Transport and Investment Barter                                       |
| NPSC   | National Portfolio Securities                                         |
| PRES   | Jordan Press Foundation/Alra'i                                        |
| REAL   | Arab East for Real Estate Investments                                 |
| REDV   | Real Estate Development                                               |
| REIN   | Real Estate Investment                                                |
| SHIP   | Jordan National Shipping Lines                                        |
| SITT   | Salam International Transport and Trading                             |
| SPIC   | Specialized Investment Compounds                                      |
| TAMR   | Jordan Tammer                                                         |
| UAIC   | United Arab Investors                                                 |
| ULDC   | Union Land Development Corporation                                    |
|        | Al Dawliya for Hotels & Malls                                         |
|        | Al-Sharq Investments Projects                                         |
|        | Amad and Handi Housing                                                |
|        | Arab International for Investment and Education                       |
|        | Comprehensive Land Development Land and Investment                    |
|        | Consulting and Investment Group                                       |
|        | International Arabian Development and Investment Trading              |
|        | Investors and Eastern Arab for Industrial and Real Estate Investments |
|        | Jordan Investment and Tourism Transport (Alfa)                        |
|        | Jordan Loan Guarantee Association                                     |
|        | Jordanian Real Estate for Development                                 |
|        | The Real Estate and Investment Portfolio                              |
|        | Specialized Trading and Investment                                    |
|        | Zara Investment Holding                                               |

### Industrie
| Symbol | Unternehmen                                         |
| ------ | --------------------------------------------------- |
| AALU   | Arab Aluminium Industry                             |
| ACDT   | Arab Chemical Detergents Industries                 |
| AIFF   | The Arab International Food Factories               |
| APMC   | Arab Pharmaceutical Manufacturing                   |
| APOT   | Arab Potash                                         |
| CEBC   | Al Faris National Company for Investment and Export |
| DADI   | Dar al Dawa Development and Investment              |
| ELZA   | El-Zay Ready Wear Manufacturing                     |
| FNVO   | First National Vegetable Oil                        |
| IENG   | Rum Metal Industries                                |
| ITCC   | International Tobacco and Cigarettes                |
| JNCC   | Jordan New Cable                                    |
| JOCF   | Jordan Ceramic Industries                           |
| JOCM   | The Jordan Cement Factories                         |
| JOIR   | Industrial Resources                                |
| JOPH   | Jordan Phosphate Mines                              |
| JOPI   | The Jordan Pipes Manufacturing                      |
| JOPT   | Jordan Petroleum Refinery                           |
| JOST   | Jordan Steel                                        |
| JOWM   | The Jordan Worsted Mills                            |
| MECE   | Middle East Complex for Engineering                 |
| NATA   | National Aluminium Industrial                       |
| NATC   | National Chlorine                                   |
| NAST   | National Steel Industry                             |
| RMCC   | Ready Mix Concrete and Construction Supplies        |
| UMIC   | Universal Modern Industries                         |
| UTOB   | Union Tobacco                                       |
| WIRE   | National Cable and Wire Manufacturing               |
|        | Al-Quds Ready Mix                                   |
|        | Century Investment Group                            |
|        | Comprehensive Multiple Projects                     |
|        | The Industrial Commercial and Agricultural          |
|        | Jordan Pharmacy Manufacturing                       |
|        | Middle East Pharmaceutical Industries               |
|        | Union Chemical and Vegetable Oil Industries         |